# اليافطة
اليافطة قرية تابعة لمركز السادات في محافظة المنوفية في جمهورية مصر العربية.